# Huang Yongyu
Huang Yongyu (chiń. upr. 黃永玉, ur. 1924 w Fenghuang, prefektura Xiangxi, zm. 13 czerwca 2023) – chiński grafik, malarz i rzeźbiarz.

## Życiorys
Nigdy nie ukończył szkoły (w drugim roku nauki porzucił gimnazjum). Samodzielnie studiował literaturę i sztukę. Początkowo trudnił się drzeworytem, a w latach 60. XX wieku zajął się też malarstwem tuszem. Pracował w fabryce porcelany jako nauczyciel szkoły zawodowej, a potem jako redaktor gazety, scenarzysta filmowy i wykładowca na akademii sztuk pięknych. 
Podczas rewolucji kulturalnej był prześladowany przez komunistów, w szczególności za sprawą obrazów i grafik przedstawiających sowy z jednym zamkniętym okiem, które według części odbiorców miały symbolizować przymykanie oczu przez urzędników państwowych na niesprawiedliwość. W związku z tym był przez trzy i pół roku przetrzymywany w obozie pracy. Po zwolnieniu tworzył nadal i poszerzył swoją twórczość o rzeźbę. Mieszka i pracuje w Pekinie. 
Wystawiał w Chinach, Hongkongu, Australii, Niemczech i Włoszech. Jego prace znajdują się m.in. w zbiorach Metropolitan Museum of Art w Nowym Jorku i Asian Art Museum w San Francisco.
W swoich dziełach przedstawia przede wszystkim sceny dzikiej przyrody (w tym z upodobaniem liście) i postacie ludzkie.